# Troisième épître de Jean
La Troisième épître de Jean est un livre du Nouveau Testament.

## Auteur, lieu et date de production
L'auteur de cette épître et des deux précédentes ne donne pas son nom mais se nomme l'« Ancien » qui est à considérer comme une figure importante de l'école johannique et dont l'assimilation parfois propose à Jean le Presbytre relève de la conjecture. La lettre provient d'Asie Mineure, peut-être d'Éphèse, où elle a été rédigée vers 110.
Eusèbe de Césarée, dans son Histoire ecclésiastique, III,24, doute que l'épître soit de la plume de l'évangéliste : 
« Pour ce qui est des écrits de Jean, en dehors de l'Évangile, la première de ses épîtres est aussi reconnue par nos contemporains et par les anciens comme hors de toute contestation ; les deux autres sont discutées. »

## Contenu
Jean félicite quelqu'un du nom de Gaïus pour sa fidélité et l'aide qu'il apporte à ceux qui aiment la vérité.